# John Ericson
Joseph Meibes, conocido artísticamente como John Ericson (Düsseldorf, Alemania; 23 de septiembre de 1926 - Santa Fe, Estados Unidos; 3 de mayo de 2020), fue un actor germanoestadounidense.

## Trayectoria artística
Estudió en la American Academy of Dramatic Arts, en la ciudad de Nueva York. Estuvo en la misma clase que futuras conocidas estrellas del mundo del espectáculo, como Grace Kelly, Jack Palance, Don Murray o Don Rickles. En teatro interpretó el papel principal en la obra Stalag 17 de Donald Bevan y Edmund Trzcinski en Broadway (1951). 
En la década de 1950 intervino en películas de la MGM, rodando con algunos directores importantes, como Fred Zinnemann, Charles Vidor, Richard Thorpe, John Sturges o Samuel Fuller; en Forty Guns, western de Fuller, interpretó al hermano de Barbara Stanwyck. Su carrera prosiguió, principalmente en televisión, por espacio de tres décadas; Apareció en el papel principal en "The Peter Bartley Story" del espacio dramático de la CBS The Millionaire. El actor infantil Johnny Washbrook interpretó el mismo papel en un flashback o vuelta al pasado, en el que Ericson es un chico. Intervino junto a Dorothy Malone en el episodio del 1 de enero de 1956, titulado "Mutiny", de Appointment with Adventure de la CBS. Protagonizó en 1958 la serie del oeste de la NBC The Restless Gun, junto a John Payne y en 1961 el drama criminal de la ABC Target: The Corruptors!.
Entre 1965 y 1966, fue el compañero de reparto de Anne Francis en la serie de detectives de la ABC Una rubia explosiva (Honey West), que le valió a Francis un Globo de Oro y una nominación al Emmy. Ericson ya había coincidido con Francis en Conspiración de silencio (Bad Day at Black Rock), en la que interpretaban a dos hermanos. En la década de 1960 intervino en películas producidas en Europa, de géneros como peplo, western y euro-spy; entre estas figura Los siete de Pancho Villa, rodada en Almería, España. 
En los 70 se le pudo ver en producciones Disney, como La bruja novata, en la que interpretó al Coronel Heller, quien desembarcó en Gran Bretaña para prepaprar una invasión nazi; trabajó también en la misma época en algunos filmes exóticos como el filipino, no siendo el único actor americano en hacerlo. 
Entre sus últimas apariciones en la pantalla figuraron papeles como estrella invitada en series como El equipo A o Se ha escrito un crimen. Su filmografía incluyó cerca de un centenar de producciones para cine y televisión hasta finales de los 80, actuando ocasionalmente.
El actor posee una estrella en el Paseo de la Fama de Hollywood, situada en el 1501 de Vine Street.
Falleció a los noventa y tres años, el 3 de mayo de 2020, en su domicilio en Santa Fe (Nuevo México) a causa de una neumonía.

## Filmografía parcial
- Crash (2008) (Serie de TV)
- The Far Side of Jericho (2006)
- Primary Target (1990)
- Hospital general (General Hospital, 1987) (Serie de TV)
- Se ha escrito un crimen (Murder She Wrote, 1986) (Serie de TV)
- La última misión (1984)
- El equipo A (The A-Team, 1983) (Serie de TV)
- La casa de la muerte (1978)
- La mujer policía (1977) (Serie de TV)
- Hustler Squad (1976) de César gallardo
- Los hombres de Harrelson (S.W.A.T., 1975) (Serie de TV)
- Kumander agimat (1975)
- Hawkins (1974) (Serie de TV)
- La bruja novata (Bedknobs and Broomsticks, 1971) de Robert Stevenson
- Marcus Welby (1970) (Serie de TV)
- The Bamboo Saucer (1968) de Frank Telford
- The Destructors (1968)
- Los siete de Pancho Villa (1967) de José María Elorrieta
- Bonanza (1967) (Serie de TV)
- Agente 003: Operación Atlántida (1965) de Domenico Paolella
- Una rubia explosiva (Honey West, 1965-1966) de James H. Brown, John Florea, Murray Golden, Paul Wendkos y Thomas Carr (Serie de TV)[2]
- El fugitivo (1965)
- Las 7 caras del Dr. Lao (7 Faces of Dr. Lao, 1964) de George Pal
- Duelo de reyes (1963) de Primo Zeglio
- Bajo diez banderas (1960) de Duilio Coletti
- Kansas busca a un asesino (1960) de Herbert J. Leder
- Adventures in Paradise (1959) (Serie de TV)
- Caravana (1958) (Serie de TV)
- La hora de la verdad (1958) de Harry Keller
- Oregon Passage (1957)
- Cuarenta pistolas (Forty Guns, 1957) de Samuel Fuller
- Zane Grey (1956-1959) (Serie de TV)
- Climax! (1956-1957) (Serie de TV)
- The Cruel Tower (1956)
- Cavalcade of America (1955-1957) (Serie de TV)
- The Return of Jack Slade (1955)
- Conspiración de silencio (Bad Day at Black Rock, 1955) de John Sturges
- Fuego verde (1954) de Andrew Marton
- Rapsodia (Rhapsody, 1954) de Charles Vidor
- El príncipe estudiante (1954) de Richard Thorpe
- Teresa (1951) de Fred Zinnemann